# 9-я кавалерийская дивизия
9-я кавалерийская Крымская дивизия имени Совнаркома УССР (9-я кд) — воинское соединение кавалерии РККА Советских Вооружённых Сил, созданное во время Гражданской войны в России. Являлось маневренным средством в руках фронтового и армейского командования для решения оперативных и тактических задач.

## История. 1-е формирование
Дивизия сформирована приказом командующего войсками Заволжского военного округа от 4 июля 1920 года в районе города Самары из частей 2-й Туркестанской кавалерийской дивизии под наименованием 9-я кавалерийская дивизия.

### Формирование дивизии
9-я кавалерийская дивизия формировалась в составе двух полков. Один полк был сформирован в основном из бывших бойцов 25-й Чапаевской дивизии с основным ядром из местных крестьян. Второй — из уральских казаков, перешедших на сторону красных. На командные должности назначенный её командиром А. Сапожков назначал своих старых боевых товарищей, многие из которые также были местными уроженцами и левыми эсерами. Даже особый отдел дивизии возглавлял преданный Сапожкову Василий Масляков.
Дивизия отличалась слабой дисциплиной: командованию округа поступали донесения о насилии, творимом бойцами дивизии над крестьянами, об агитации против продовольственной политики Советской власти и даже об оскорблении портрета В. И. Ленина. В конце июня Сапожков был вызван в штаб Заволжского военного округа, где ему было сделано строгое предупреждение о недопустимости антисоветской агитации в дивизии, которое не возымело действия.
Всё это послужило причиной для отстранения Сапожкова от командования дивизией. 4 июля командующим войсками ЗВО К. А. Авксентьевским был издан приказ об отстранении Сапожкова с поста начальника 9-й дивизии в связи со служебным несоответствием. На его назначался бывший офицер царской армии Г. О. Стосуй.

### Восстание Сапожкова
9 июля Сапожков на встрече с близкими ему командирами сообщил о своей отставке и предложил «выразить протест вооруженной силой». Тогда же он предложил идейную платформу для будущего восстания.
13 июля собрание комсостава дивизии подтвердило решение о вооружённом выступлении. Опасные для начинания люди были немедленно арестованы.
14 июля на дивизионном митинге в селе Погромное в 25 верстах от Бузулука Сапожков зачитал приказ № 1 о переименовании 9-й кавдивизии в 1-ю Красную армию «Правды».
Армия была разделена на 1-ю кавалерийскую дивизию, 1-ю стрелковую дивизии, состоящую из двух пехотных полков, а также конную батарею из 4 орудий. Политическим руководителем армии назначался Ф. И. Долматов, начальником кавалерийской дивизии — Т. Ф. Зубарев, начальником штаба — Е. Хорошилов, его помощником по административной части — С. Хорошилов, командиром 1-й стрелковой бригады 1-й стрелковой дивизии — тов. Воробьев. Политотдел и особый отдел упразднялись.
Первой целью тогда ещё восставших стал Бузулук. Силы Сапожкова в начале восстания составляли 500 штыков, 500 сабель, 2 орудия и три пулемёта. Им противостоял гарнизон численность 700—800 штыков.
В 15 часов началось наступление сапожковцев на Бузулук. Город сопротивлялся 1 час, после чего защитники отступили. Захватив город, часть сил Сапожков отправил на станцию Колтубанка, после захвата которой был разобран железнодорожный мост через реку.
Часть гарнизона немедленно присоединилась к восставшим. В городе повстанцы разжились военным имуществом, продуктами, а также транспортом: уводился гужевой транспорт и лошади.
После открытого восстания вечером 14 июля Самарский губисполком направил для борьбы с повстанцами отряд под командованием тов. Шпильмана, который 15 числа уже вел бои северо-западнее Бузулука. Ему на поддержку были также направлены эскадрон запасного кавалерийского дивизиона и рота добровольцев из Самары. В то же время Оренбургский губком РКП(б) выслал отряд численностью свыше 1000 бойцов под командованием тов. Келлера.
Противостоять таким силам сапожковцы смогли лишь два дня. 16 июля Бузулук был взят красными. 18 июля их отряды были объединены в Бузулукскую группу войск под командованием В. П. Распопова, общее командование по подавлению мятежа возлагалось на К. А. Авксентьевского.
Всего для подавления восстания было привлечено 12 362 штыков, 1 659 сабель, 89 пулемётов, 46 орудий. Первоначальные силы повстанцев после отступления из Бузулука существенно выросли: в Армию «Правды» вступило около 1300 человек. Многие из новобранцев были дезертирами из Красной Армии, присоединялись и уральские казаки.
Сапожков отступил из города на юго-восток.
Командование военного округа действовало весьма нерасторопно. 22 июля Авксентьевский объяснил медлительность в подавлении восстания тем, что повстанцы конные, а посланные для их ликвидации отряды — пешие. Также действиям Красной Армии мешали, по его словам, степная местность, отсутствие связи и хороших дорог.
Была разработана операция, по которой предполагалось наступление с окружением деревни Таловой (Пугачевский уезд), которая находилась в руках сапожковцев с 26 июля. Однако Сапожков, разбив свою армию на два отряда ускользнул из окружения. 8-й полк Армии «Правды» под командованием Усова и Серова ушёл в сторону Уральска, а Сапожков с 7-м полком ушёл в направлении Новоузенска.
Уральск был объявлен на осадном положении, в городе прошла мобилизация. Взять город сапожковцам не удалось. А в бою 9 августа в районе Кон-Так-Кулук отряд Усова был разбит группой Келлера. Сам Усов с небольшой группой человек скрылся и через несколько дней присоединился к Сапожкову. У Сапожкова также боевые действия шли неудачно. 6 августа он попытался атаковать Новоузенк, но усиленный гарнизон устоял, хотя, по докладам чекистов, часть местного населения ждала повстанцев. Повторная атака 11 августа также не принесла результатов.

### В составе Конного корпуса Юго-Западного фронта
Дивизия с 26 октября 1920 г. вошла в состав Конного корпуса Юго-Западного фронта. 13 декабря 1920 корпусу было присвоено наименование «1-й Киевский конный корпус». В состав корпуса была введена 9-я кавалерийская дивизия.
В декабре 1920 г. 9-я кд вошла в состав Киевского военного округа (далее КВО) Вооружённых Сил Украины и Крыма (далее ВСУК).
Дивизия с 10 августа 1921 г. вошла в состав 1-й конного корпуса Червонного казачества им. Всеукраинского ЦИК Киевского военного округа Вооружённых Сил Украины и Крыма.
30 ноября 1921 г. приказом Реввоенсовета Республики № 2710/450 дивизии присвоено наименование 9-я Крымская кавалерийская дивизия.
20 мая 1922 г. приказом Реввоенсовета Республики № 1238/246 дивизии присвоено наименование 9-я Крымская имени Совета Народных Комиссаров Украинской Социалистической Советской Республики кавалерийская дивизия.
21 апреля 1922 г. 9-я кд 1-го кк вошла в состав Юго-Западного военного округа, с 27 мая — в состав Украинского военного округа (далее УкрВО).
17 мая 1935 г. УкрВО разделён на Киевский и Харьковский военные округа. 9-я кд 1-го кк вошла в состав КВО.
В июне 1938 г. управление 1-го кавалерийского корпуса Червонного казачества переименовано в управление 4-го кавалерийского корпуса (далее 4-й кк). Дивизия вошла в состав этого корпуса.
26 июля 1938 г. Киевский военный округ преобразован в Киевский Особый военный округ (далее КОВО) и в нём четыре армейские группы. 9-я кд 4-го кк вошла в состав Кавалерийской армейской группы. В сентябре-октябре 1938 г. 4-й кк для оказания помощи Чехословакии приводился в боевую готовность и временно вошёл в состав Винницкая армейской группы.

### Польский и Бессарабский походы
В июле 1939 г. дивизия, дислоцированная в г. Каменец-Подольск, вошла в состав 5-го кавалерийского корпуса (далее 5-й кк).
В сентябре-октябре 1939 г. дивизия принимала участие в военном походе Красной Армии по освобождению рабочих и крестьян от гнёта капиталистов и помещиков в восточные районы Польши — Западную Украину, в составе 5-го кк, действовавшего в составе Каменец-Подольской армейской группы (фронтовой подвижной группы), Южной армейской группы, 12-й армии Украинского фронта.
В июне-июле 1940 г. дивизия принимала участие в присоединении к СССР Бессарабии, входившей в состав Румынии. После окончания похода в Бессарабию 9-я кд осталась в Южной Бессарабии для охраны государственной границы. С 7 июля дивизия вошла в состав Одесского военного округа (далее ОдВО)

### Великая Отечественная война
К 22 июня 1941 г. 9-я Крымская кавалерийская дивизия им. СНК Украины входила в состав 2-го кк ОдВО. Дислоцировалась в Молдавской Советской Социалистической Республике СССР.
22 июня 1941 г. 9-я кд 2-го кк вошла в состав 9-й отдельной армии. 25 июня 9-я отдельная армия вошла в состав Южного фронта. Дивизия участвовала в боях в Молдавии, на юге, в центре и на северо-востоке Украины.
С 22 июня по 26 ноября 1941 г. дивизия в составе 2-го кк участвовала в Великой Отечественной войне советского народа против захватчиков гитлеровской Германии.
2 августа 1941 г. за образцовое выполнение боевых заданий командования на фронте и проявленные при этом доблесть и мужество 72-й, 108-й кавалерийские полки, 12-й конно-артиллерийский дивизион награждены орденом Красного Знамени.
Дивизия участвовала в боях у г. Белгорода, у г. Короча в России. В начале ноября 1941 г. из района г. Новый Оскол (ныне Белгородской области) по железной дороге доставлена под г. Москва. С 9 ноября дивизия 2-го кк вошла в состав Западного фронта.
26 ноября 1941 г. 2-й кк преобразован в 1-й гвардейский кавалерийский корпус, а 5-я и 9-я кд преобразованы соответственно в 1-ю и 2-ю гвардейские кд.
Дислокация управления дивизии:
- Район г. Самары (4.11.1920).
- Г. Гайсин Винницкой области, в УкрВО и КВО (1935—1939).
- Г.Каменец-Подольск Каменец-Подольской области, в КОВО (1939 — …).
- В военном походе в Украинском фронте (сентябрь-октябрь 1939).
- Г.Каменец-Подольск Каменец-Подольской области в КОВО (1939—1940).
- В военном походе в Южном фронте (июнь-июль 1940).
- В районе Леово, Комрат в Бессарабии (с 7.07) в Молдавской ССР (со 2.08), в ОдВО (с 7.07.1940 по 22.06.1941).
- В боях на советско-румынской границе на юге Молдавии (июнь 1941).
- В боях в центральной части Молдавии (южнее г. Бэлци на 35 км и северо-восточнее приграничных Скуляны на 20 км), оборона на р. Днестр в Молдавии, оборона г. Балта на Украине, (июль 1941).
- В боях у г. Вознесенск (ныне Николаевская область) (конец июля — начало августа 1941).
- Бои на подступах к г. Кривой Рог (август 1941).
- Бои восточнее г. Харькова на Украине, г. Белгорода в России, (сентябрь — октябрь 1941).
- Бои под г. Москвой в России (ноябрь 1941).

## Полное название
- 9-я кавалерийская дивизия
- 9-я кавалерийская Крымская дивизия (с 30.11.1921)
- 9-я кавалерийская Крымская дивизия имени Совета Народных Комиссаров Украинской Социалистической Советской Республики (с 20.05.1922)

## Подчинение
| На дату                  | Фронт                                                      | Армия                                | Корпус                                                         |
| с 04.07.1920             | Заволжский военный округ                                   |                                      |                                                                |
| с 26 октября 1920        | Юго-Западный фронт                                         |                                      | Конный корпус                                                  |
| на 10.08.1921            | Вооружённые Силы Украины и Крыма                           |                                      | 1-й конный корпус Червонного казачества им. Всеукраинского ЦИК |
| на 21.04.1922            | Юго-Западный военный округ Вооружённых Сил Украины и Крыма |                                      | 1-й конный корпус Червонного казачества им. Всеукраинского ЦИК |
| на 27.05.1922            | Украинский военный округ Вооружённых Сил Украины и Крыма   |                                      | 1-й конный корпус Червонного казачества им. Всеукраинского ЦИК |
| 8.11.1922 — 1923         | Украинский военный округ Вооружённых Сил Украины и Крыма   |                                      | 2-й конный корпус                                              |
| с 1923                   | Украинский военный округ Вооружённых Сил СССР              |                                      | 2-й конный корпус                                              |
| 17.05.1935 — 1938        | Киевский военный округ                                     |                                      | 1-й кавалерийский корпус                                       |
| с 26 июля 1938           | Киевский Особый военный округ                              | Кавалерийская армейская группа       | 4-й кавалерийский корпус                                       |
| на сентябрь-октябрь 1938 | КОВО                                                       | Винницкая армейская группа, временно | 4-й кавалерийский корпус                                       |
| июль — 16.09.1939        | КОВО                                                       | Кавалерийская армейская группа       | 5-й кавалерийский корпус                                       |
| 16 — 20.09.1939          | Украинский фронт                                           | Каменец-Подольская армейская группа  | 5-й кавалерийский корпус                                       |
| 20 — 24.09.1939          | Украинский фронт                                           | Южная армейская группа               | 5-й кавалерийский корпус                                       |
| 24 — 28.09.1939          | Украинский фронт                                           | 12-я армия                           | 5-й кавалерийский корпус                                       |
| 28.09 — …10.1939         | Украинский фронт                                           | Кавалерийская армейская группа       | 5-й кавалерийский корпус                                       |
| на 2.10.1939             | Украинский фронт                                           | Кавалерийская армейская группа       | 5-й кавалерийский корпус                                       |
| …10.1939 — 20.06.1940    | КОВО                                                       | Кавалерийская армейская группа       | 5-й кавалерийский корпус                                       |
| 20.06 — 10.07.1940       | Южный фронт                                                | 9-я армия                            | 5-й кавалерийский корпус                                       |
| 10.07.1940 — апрель 1941 | Одесский военный округ                                     |                                      |                                                                |
| апрель — 22.06.1941      | Одесский военный округ                                     |                                      | 2-й кавалерийский корпус                                       |
| 22-25.06.1941            |                                                            | 9-я отдельная армия                  | 2-й кавалерийский корпус                                       |
| с 25.06.1941             | Южный фронт                                                | 9-я отдельная армия                  | 2-й кавалерийский корпус                                       |
| со 2.08.1941             | Южный фронт                                                |                                      | 2-й кавалерийский корпус                                       |
| сентябрь 1941            | Юго-Западное направление                                   |                                      | 2-й кавалерийский корпус                                       |
| ноябрь 1941              | Ставка Верховного Главнокомандования                       |                                      | 2-й кавалерийский корпус                                       |
| 9 — 26.11.1941           | Западный фронт                                             |                                      | 2-й кавалерийский корпус                                       |
| ------------------------ | ---------------------------------------------------------- | ------------------------------------ | -------------------------------------------------------------- |

## Командование
Начальники, командиры дивизии:
- Александр Сапожков
- Стосуй, Григорий Осипович (4.07-1.09.20).[1]
- Нестерович, Владимир Степанович (1.09-18.10.20).[1]
- Чугунов, Пётр Петрович (18.10-18.11.20).[1]
- Карташев, Александр Ермолаевич (8.11.20-05.01.1921)[1]
- Котовский, Григорий Иванович (09.1921 г. — 10.1922)
- Жуков Георгий Васильевич (23.05.1923 — 01.05.1927)
- Кокорев, Георгий Иванович (декабрь 1924 — 15.12.1925).[2]
- Вайнер, Леонид Яковлевич (01.05.27 — 15.10.29).[1]
- Ушаков, Константин Петрович, комдив, (1.10.29 — август 1937).[1]
- Корзун, Павел Петрович, полковник, с 17.02.38 г. комбриг (08.08.1937-август 1938).[1]
- Рычко, Казимир Михайлович, полковник (уволен 8.03.38).[1]
- Белов, Николай Никанорович, комбриг, затем генерал -майор (14.08.1939 — 01.1941.).[1]
- Бычковский, Александр Фёдорович, полковник, с 24.07.41 г. генерал-майор (17.01.41-13.10.41).[1]
- Осликовский, Николай Сергеевич, полковник (14.10-26.11.1941 г.).[1]

Помощники, заместители командира дивизии:
- Мишук Никита Иванович (17.11.1931- …).[1]
- Потапенко Пантелеймон Романович, комбриг (21.11.1934 — уволен 10.09.1937, арестован 28.09.1937).[1]
- Белов, Николай Никанорович, полковник (05.1938 — 08.1939.).[1]
- Бычковский, полковник Александр Фёдорович (…-01.1941).[1]
- Осликовский, полковник Николай Сергеевич (01-10.1941).[1]

Военные комиссары, заместители командира по политической части:
- Трифонов Иван Филиппович (5.09-19.10.1920).[1]
- Гордон Лев Михайлович (19.10-11.1920).[1]
- Соколов Александр Гаврилович (11.20-?).[1]
- Батраков Пётр Капитонович (11.28-12.1930).[1]
- Веденеев Терентий Лаврентьевич, полковой комиссар, (23.12.1939-22.06.1941-…).[1]

Начальники штаба:
- Попов Павел Николаевич (09.1920).[1]
- Леонов Илья Абрамович (5-12.09.1920).[1]
- Лопатин Анисим (12.09-22.10.1920).[1]
- Черевин Алексей Алексеевич (врид 22.10-1.11.1920).[1]
- Пулин-Яхлаков Сергей Васильевич (1.11.1920-…).[1]
- Никитин Иван Семёнович (15.08.1928-15.11.1930).[1]
- Упман Карл Иванович (04.05.1931-??.05.1931)
- Чернявский Иван Ефимович, майор, (уволен 5.09.1937).[1]
- Орлов Пётр Семенович, капитан, (уволен 11.04.1939).[1]
- Шреер Владимир Ильич, майор, (на 12.08.41 г.).[1]

Другие командиры:
- Начальник артиллерии подполковник И. А. Ярандин (на 1941).
- Начальник ВХС интендант 2 ранга Вячеслав Николаевич Соколов (уволен в 1937).
- Василий Петрович Крымов, командир эскадрона 52-го кавалерийского полка, (1927—1931 годы); помощник, начальник штаба 52-го кавалерийского полка, (1931—1932 годы); помощник начальника штаба 9-го механизированного полка, (1932—1933 годы).[3]
- Рахманов Корнилий Фёдорович, помощник командира взвода 5-го кавалерийского полка (1919—1920 годы).
- Начальник 5-й части (С июня 1931 - апрель 1936) Цинченко, Александр Васильевич капитан

## Состав
На 12.01.1929 г.: Украинский ВО, 1-й конный корпус Червонного казачества им. Всеукраинского ЦИК,
- 9-я Крымская имени Совета Народных Комиссаров Украинской Социалистической Советской Республики кавалерийская дивизия:

- Управление дивизии
- 49-й кавалерийский полк
- 50-й кавалерийский полк
- 51-й кавалерийский полк
- 52-й кавалерийский полк
- 9-й конно-артиллерийский дивизион
- 9-й отдельный сапёрный эскадрон
- 9-й отдельный эскадрон связи
- 3-й отдельный кавалерийский авиаотряд

На 1935 г.:
- Управление дивизии в г. Гайсин.[4]
- 49-й кавалерийский полк в г. Тульчин, районный центр Винницкой области.[1],[4]
- 50-й кавалерийский полк в г. Тульчин, районный центр Винницкой области.[1],[4]
- 51-й кавалерийский полк в г. Гайсин в Винницкой области.[1],[4]
- 52-й кавалерийский полк в г. Гайсин в Винницкой области.[1],[4]
- 9-й механизированный полк в г. Гайсин.[4]
- 9-й конно-артиллерийский полк в г. Гайсин.[4]
- 3-й отдельный корпусной авиаотряд — г. Житомир Житомирской области.[1]
- 9-й отдельный сапёрный эскадрон — м. Ладыжино.[1]

На 10.07.1939 г.: КОВО, Кавалерийская армейская группа, 5-й кк..
- Управление дивизиив г. Каменец-Подольск
- 49-й кавалерийский полк
- 50-й кавалерийский полк
- 51-й кавалерийский полк
- 52-й кавалерийский полк
- 9-й механизированный полк (с 1934).
- 9-й конно-артиллерийский дивизион
- 9-й отдельный сапёрный эскадрон
- 9-й отдельный эскадрон связи
- 3-й отдельный кавалерийский авиаотряд

1939 — до середины июля 1941:
- Управление дивизии
- 5-й кавалерийский полк
- 72-й кавалерийский полк — бывший 52-й
- 108-й кавалерийский полк
- 136-й кавалерийский полк
- 30-й танковый полк
- 12-й конно-артиллерийский дивизион
- 18-й отдельный зенитно-артиллерийский дивизион
- 12-й артиллерийский парк
- разведывательный эскадрон
- 40-й сапёрный эскадрон
- 21-й отдельный эскадрон связи
- 13-й медико-санитарный дивизион
- 9-й отдельный эскадрон химической защиты
- 36-й продовольственный транспорт
- 23-й автотранспортный эскадрон
- 249-й дивизионный ветеринарный лазарет
- 15-й ремонтно-восстановительный батальон
- 342-й полевой хлебозавод
- 17-я шорно-седельная мастерская
- 44-я походная ремонтная мастерская
- 266-я полевая почтовая станция
- 276-я полевая касса Госбанка

С середины июля — до 2.08.1941:,
- 5-й кавалерийский полк
- 72-й кавалерийский полк
- 108-й кавалерийский полк
- 136-й кавалерийский полк
- 12-й конно-артиллерийский дивизион
- разведывательный эскадрон
- 40-й сапёрный эскадрон
- 21-й отдельный эскадрон связи
- 13-й медико-санитарный дивизион
- 9-й отдельный эскадрон химической защиты
- 36-й продовольственный транспорт
- 23-й автотранспортный эскадрон
- 249-й дивизионный ветеринарный лазарет
- 15-й ремонтно-восстановительный батальон
- 342-й полевой хлебозавод
- 17-я шорно-седельная мастерская
- 44-я походная ремонтная мастерская
- 266-я полевая почтовая станция
- 276-я полевая касса Госбанка

2.08 — 26.11.1941:,
- 5-й кавалерийский полк
- 72-й Краснознамённый кавалерийский полк
- 108-й Краснознамённый кавалерийский полк
- 136-й кавалерийский полк
- 12-й Краснознамённый конно-артиллерийский дивизион
- разведывательный эскадрон
- 40-й сапёрный эскадрон
- 21-й отдельный эскадрон связи
- 13-й медико-санитарный дивизион
- 9-й отдельный эскадрон химической защиты
- 36-й продовольственный транспорт
- 23-й автотранспортный эскадрон
- 249-й дивизионный ветеринарный лазарет
- 15-й ремонтно-восстановительный батальон
- 342-й полевой хлебозавод
- 17-я шорно-седельная мастерская
- 44-я походная ремонтная мастерская
- 266-я полевая почтовая станция
- 276-я полевая касса Госбанка

## Боевая деятельность
1920 год
Дивизия сформирована приказом командующего войсками Заволжского военного округа от 04.07.1920 г. в районе г. Самары из частей 2-й Туркестанской кавалерийской дивизии под наименованием «9-я кавалерийская дивизия».,
В соответствии с приказом командующего войсками Юго-Западного фронта от 26 октября 1920 г., № 2029 был сформирован Конный корпус. Управление корпуса начало формироваться в м. Дзюньково Киевской губернии по приказу командующего войсками Южного фронта № 272/68 от 28.10.20 г.
В состав корпуса вошли:
- 8-я кд Червонного казачества, начальник дивизии Примаков, Виталий Маркович (14.05 — 6.12.20);
- 17-я кд, начальник дивизии Боревич, Пётр Михайлович (7.09-4.11.20);
- 9-я кавалерийская дивизия, начальник дивизии П. П. Чугунов (18.10-18.11.20).[1]

18 ноября начальником дивизии назначен А. Е. Карташев.
10 ноября на рассвете войска Юго-Западного фронта перешли в наступление. В течение 10-12 ноября соединения 14-й армии (24-я сд, 41-я сд, 45-я сд, 60-я сд и 1-й Конный корпус) нанесли крупное поражение противнику.
10 декабря 1920 созданы Вооружённые Силы Украины и Крыма в составе Киевского и Харьковского военных округов, Внутренней службы Украины, а также Морских сил Азовского и Чёрного морей. Конный корпус вошёл в их состав.
1921 год
9-я кд, начальник дивизии А. Е. Карташев.
5 апреля 1-й конный корпус (8-я, 17 и 9-я кд) убыл в г. Липовец, что восточнее г. Винница Киевской губернии.
На 10 августа 9-я кд входила в состав 1-го конного корпуса Червонного казачества им. Всеукраинского ЦИК (8-я Червонного казачества кд, 17-я Червонного казачества кд, 9-я кд)
В сентябре в основном завершилась реорганизация на территории Киевского военного округа. В округе осталось пять стрелковых дивизий и три кавалерийских: 8-я и 17-я Червонного казачества кд и 9-я кд, входивших в 1-й конный корпус, а также другие соединения и части. В сентябре начальником дивизии назначен Г. И. Котовский.
Дивизия участвовала в ликвидации контрреволюционных отрядов Мажно и Тютюника на территории Украины. Отряд Тютюника вторгся на территорию Волынской губернии (губернский город Житомир).,
30 ноября приказом РВСР № 2710/450 (секретным) 9-й кд присвоено наименование 9-я Крымская кавалерийская дивизия.,
30 ноября 9-я кд входила в состав 1-го конного корпуса Червонного казачества им. Всеукраинского ЦИК.,
1922 год
21 апреля Совет Труда и Обороны принял постановление в Вооружённых Силах Украины и Крыма (командующий ВС Фрунзе, Михаил Васильевич) о слиянии Киевского военного округа (командующий войсками округа Якир, Иона Эммануилович и Харьковского военного округа (командующий войсками округа Корк, Август Иванович) в Юго-Западный военный округ (командующий войсками округа Германович, Маркиан Яковлевич). 9-я Крымская кд 1-го конного корпуса вошла в состав Юго-Западного военного округа.
20 мая приказом РВСР № 1238/246 9-й Крымской кавалерийской дивизии присвоено наименование 9-я Крымская имени Совета Народных Комиссаров Украинской Социалистической Советской Республики кавалерийская дивизия.,
На 20 мая 9-я кд входила в состав 1-го конного корпуса Червонного казачества им. Всеукраинского ЦИК. Начальник дивизии Г. И. Котовский.
27 мая Юго-Западный военный округ переименован в Украинский военный округ. 1-й конный корпус вошёл в состав округа.
По приказу командующего Вооружёнными Силами Украины и Крыма М. В. Фрунзе № 1349/322 от 8 ноября 1922 г. в Украинском военном округе начинается формирование 2-го кавалерийского корпуса. Командир корпуса Котовский, Григорий Иванович. Управление корпуса размещено в г. Умань.,
В состав корпуса входили: управление корпуса, 4-я кавалерийская дивизия, 7-я кавалерийская дивизия, 9-я кавалерийская дивизия и корпусные части.,
1923 год
Дивизия имела состав: 49-й кп, 50-й кп (Командир полка Никифор Гордеевич Хоруженко (01.23-10.25)), 51-й кп, 52-й кп.
1924 год
В 1924 году 1-й конный корпус дислоцируется в г.Винница. С 6 сентября 1-й конный корпус дислоцируется в г.Жмеринка.
Дивизия имела состав: 49-й кп, 50-й кп (Командир полка Н. Г. Хоруженко (01.23-10.25)), 51-й кп (Командир полка Николай Михайлович Шестопалов (07.24-15.11.32)), 52-й кп.
1925 год. С 15 декабря 1-й конный корпус дислоцируется в г. Проскурове.
1927 год
В мае начальником дивизии назначен Л. Я. Вайнер. Дивизия имела состав: Дивизия имела состав: 49-й кп, 50-й кп (Командир полка Н. Г. Хоруженко (01.23-10.1925)), 51-й кп (Командир полка Н. М. Шестопалов (07.1924-15.11.1932), Начальник штаба Артур Юрьевич Гришко (?-27.11.1933)), 52-й кп.
1928 год
1 января
- 1-й конный корпус Червонного казачества (1-я, 2-я и 9-я кд).

- 9-я Крымская имени Совета Народных Комиссаров Украинской Социалистической Советской Республики кавалерийская дивизия, начальник дивизии Л. Я. Вайнер.

1929 год. 1 октября начальником 9-й кд назначен К. П. Ушаков.
В 1930 году началась механизация кавалерии, в состав кавдивизий включены один танковый эскадрон и один эскадрон бронемашин..
В 1931 году увеличена механизация кавалерии, в состав кавдивизий включен механизированный полк..
1935 год
1 января
Дислокация 9-я Крымской имени Совета Народных Комиссаров Украинской Социалистической Советской Республики кавалерийской дивизии:
- управление дивизии и дивизионные части в г. Гайсин Винницкой области.
- 51-й кп в г. Гайсин.
- 52-й кп в г. Гайсин.

Командир — майор Артур Юрьевич Гришко (27.11.33 — уволен в 37/38 г.)
- 49-й кп в г. Тульчин, районный центр Винницкой области.
- 50-й кп в г. Тульчин.
- 3-й отдельный корпусной авиаотряд — г.Житомир Житомирской области;
- 9-й отдельный сапёрный эскадрон — м. Ладыжино.

Командир дивизии К. П. Ушаков.
Принят единый для Красной Армии штат механизированного полка кавдивизии: 1,2,3,4-й эскадроны быстроходных лёгких танков БТ, 1,2-й эскадроны плавающих танков Т-38, эскадрон танков резерва (20 танков), парковый эскадрон, командирский танковый взвод, пункт медпомощи, взвод связи и эскадрон боевого обеспечения (взвод ПВО, взвод регулировки двигателей, саперный взвод и химический взвод). Всего в полку имелось 90 танков (60 — БТ и 30 — Т-38), в том числе 20 танков резерва.
17 мая Украинский военный округ разделён на Киевский военный округ и Харьковский военный округ. 1-й кавкорпус вошёл в состав Киевского ВО.
1 июля. Дислокация дивизии:
- Управление дивизии в г. Гайсин.
- 49-й кавалерийский полк в г. Тульчин.
- 50-й кавалерийский полк в г. Тульчин.

Командиры полка в 1935 г. Никифор Гордеевич Хоруженко, полковник Сергей Григорьевич Чижов.
Начальник штаба полка майор Василий Михайлович Осьминский.
- 51-й кавалерийский полк в г. Гайсин.
- 52-й кавалерийский полк в г. Гайсин.

Командир полка майор Артур Юрьевич Гришко.
- 9-й механизированный полк в г. Гайсин.

Начальник штаба полка Владимир Герасимович Петровский.
- 9-й конно-артиллерийский полк в г. Гайсин.
- 3-й отдельный корпусной авиаотряд — г. Житомир.
- 9-й отдельный сапёрный эскадрон — м. Ладыжино.

### 1938 год
В январе 1938 года командир 9-й кд К. П. Ушаков отстранён от должности. Командиром дивизии назначен полковник П. П. Корзун.
17 февраля командиру 9-й кд полковнику П. П. Корзуну присвоено воинское звание комбриг.
21 февраля бывший командир 9-й кд К. П. Ушаков уволен из рядов Красной Армии и арестован.
В 1938 г. командирами 9-й кд назначались полковник К. М. Рычко (в 1933-34 годах командир 49-го кп этой дивизии) — уволен из рядов Красной Армии 8.03.1938, комдив Н. Н. Белов.
49-й кп. Командир полка Сергей Ильич Горшков (09.37-04.38).
В июне 1-й конный корпус Червонного казачества им. Всеукраинского ЦИК переименован в 4-й кавалерийский корпус, 1-я кавалерийская дивизия переименована в 32-ю кавалерийскую дивизию. 9-я кд сохранила свой номер и все свои почётные названия.
Дислокация дивизии в 1938 г.:
- управление дивизии и дивизионные части, 51-й кп, 52-й кп — Гайсин Винницкой области;
- 49-й кп, 50-й кп — г. Тульчин, районный центр Винницкой области;
- 3-й отдельный корпусной авиаотряд — г. Житомир Житомирской области;
- 9-й отдельный сапёрный эскадрон — м. Ладыжино.
- 9-й конно-артиллерийский дивизион
- 9-й отдельный эскадрон связи

52-й кп. Командир — майор Артур Юрьевич Гришко (27.11.33 — уволен в 37/38 г.).
52-й кп. Командир — полковник Александр Алексеевич Носков (12.38-12.40).
В 1938 г. проводилась перенумерация частей и соединений в автобронетанковых войсках, 9-й механизированный полк получил наименование 30-й танковый полк).,
21 сентября
В сентябре, когда над Чехословакией нависла опасность Советский Союз совместно с Францией готовился оказать ей, как это предусматривалось договором о дружбе и сотрудничестве, помощь. Штаб КиевОВО 21 сентября получил директиву народного комиссара обороны Маршала Советского Союза К. Е. Ворошилова привести в боевую готовность Винницкую армейскую группу и вывести её к государственной границе СССР. Подготовку к действиям предлагалось осуществить в течение двух суток и завершить 23 сентября. 2-й кк в составе 3, 5 и 14-й кавалерийских дивизий Кавалерийской армейской группы имел задачу выдвинуться в район западнее г. Новоград-Волынского и г. Шепетовки.
Октябрь. Войска округа находились в повышенной боевой готовности до октября.
1939 год
1 января
Киевский ОВО, Кавалерийская армейская группа, 4-й кк.
9-я Крымская кд (49, 50, 51, 52-й кп, 30-й тп)
- Командир дивизии комдив Н. Н. Белов.
- Помощник командира дивизии полковник А. Ф. Бычковский.
- Военный комиссар дивизии бригадный комиссар К. М. Нельзин (до 26.11.1939 г.)
- Начальник штаба дивизии капитан П. С. Орлов (уволен 11.04.1939 г.)

12 июля 9-я кд входила в состав 5-го кк Кавалерийской армейской группы КОВО, управление дивизии и дивизионные части в г. Каменец-Подольск.
Состав дивизии:
- 5-й кавалерийский полк

Командир полка подполковник Яценко.
- 72-й кавалерийский полк — бывший 52-й
- 108-й кавалерийский полк

Начальник штаба полка капитан Александр Мартынович Евграфов.
- 136-й кавалерийский полк
- 30-й танковый полк

Военный комиссар полка батальонный комиссар Дмитрий Григорьевич Макеев (до 26.09.39 г.).
- 12-й конно-артиллерийский дивизион
- 18-й отдельный зенитно-артиллерийский дивизион
- 12-й артиллерийский парк
- …-й разведывательный эскадрон
- 40-й сапёрный эскадрон
- 21-й отдельный эскадрон связи
- 13-й медико-санитарный дивизион
- 9-й отдельный эскадрон химической защиты
- 36-й продовольственный транспорт
- 23-й автотранспортный эскадрон
- 249-й дивизионный ветеринарный лазарет
- 15-й ремонтно-восстановительный батальон
- 342-й полевой хлебозавод
- 17-я шорно-седельная мастерская
- 44-я походная ремонтная мастерская
- 266-я полевая почтовая станция
- 276-я полевая касса Госбанка

22 февраля
- Киевский военный округ

- Командующий войсками округа с 22 февраля командарм 2-го ранга С. К. Тимошенко.
- Заместители командующего комкор В. Ф. Герасименко и комдив К. П. Подлас.
- Начальник штаба комдив И. В. Смородинов.

### Вторжение в Польшу
1 сентября началась германо-польская война.
3 сентября началась Вторая мировая война.

### Освободительный поход в Польшу
16 сентября
9-я кд входила в состав 5-го кк (9, 16-я кд, 23-я лтбр, корпусные части) Каменец-Подольской армейской группы Украинского фронта.
Каменец-Подольская армейская группа развернулась на участке фронта г. Сатанов, р. Днестр и имела задачу 17 сентября занять м. Монастыриска, м. Коломыя, 18 сентября — г. Станиславов и г. Галич, в дальнейшем продвигаться на г. Стрый и г. Дрогобыч.
Накануне вступления на территорию Западной Украины личный состав армейской группы был ознакомлен с обращением Военного совета фронта. В нём говорилось, что военнослужащие Красной армии идут в Западную Украину как освободители украинских и белорусских братьев от гнёта и эксплуатации, от власти помещиков и капиталистов.,
17 сентября
Штурмовые группы пограничников и красноармейцев-кавалеристов начали боевые действия. В 5.00 передовые отряды дивизии и штурмовые отряды пограничных войск НКВД перешли границу и завязали бой. Войска дивизии начали форсирование р. Збруч. К 8.00 войска разгромили польскую пограничную охрану.
К вечеру войска армейской группы вышли на р. Стрыпа, а 5-й кк достиг Трибуховицы, Дулибы.
19 сентября части 25-го танкового корпуса заняли Галич. 25-й тк и 5-й кк в районе г. Галич вступили в бой с малочисленными частями 26-й и 28-й польских дивизий.
20 сентября
25-й тк и 5-й кк в районе г. Галич вели бои с частями 26-й и 28-й польских дивизий и взяли много пленных.
Каменец-Подольская армейская группа переименована в Южную армейскую группу. Войска продолжали выполнять поставленные задачи.
Войска Южной армейской группы двигались на линию Николаев — Стрый. В районе Стрыя около 17.00 был установлен контакт с германскими войсками. Начались переговоры.
21 сентября к 11.00 поступило приказание командования остановить войска на линии, достигнутой передовыми частями к 20.00 20 сентября. Войскам поставлена задача подтянуть отставшие части и тылы, наладить устойчивую связь, находиться в состоянии полной боеготовности.
24 сентября
24—25 сентября 5-й кк продвигался на запад и одновременно начал прочёсывание предгорий Карпат.
Южная армейская группа переименована в 12-й армию. 5-й кк вошёл в состав армии.
30-й танковый полк. Военный комиссар полка батальонный комиссар Николай Максимович Дюшко (с 26.09.39 г.).
28 сентября
Дивизия в составе корпуса вышла к верховьям р. Сан и на границу с Венгрией.
12-я армия разделена на 12-ю армию и Кавалерийскую армейскую группу. 9-я кд 5-го кк вошла в состав Кавалерийской армейской группы.
С 17 по 28 сентября 1939 г. корпус входил в состав Действующей армии.
2 октября 9-я кд входила в состав 5-го кк Кавалерийской армейской группы.
1940 год
1 января
- Киевский ОВО, управление в г. Киев.
- Кавалерийская армейская группа, управление в г. Проскуров.
- 5-й кавалерийский корпус, управление корпуса и корпусные части находились в г. Каменец-Подольск.[5]

- 9-я Крымская кавалерийская дивизия (49, 50, 51, 52-й кп, 30-й тп) управление в г. Каменец-Подольск.
- 32-я кавалерийская дивизия (65, 86, 121, 153-й кп, 18-й тп), управление дивизии в г. Проскуров.,.

### Поход в южную Бессарабию
10 июня
В 0.35-1.00 начальник Генштаба РККА Маршал Советского Союза Шапошников Борис Михайлович направил командующему войсками КОВО генералу армии Жукову Г. К. шифротелеграмму, в которой приказывалось привести в готовность управления корпусов с корпусными частями, стрелковые дивизии, танковые бригады, артполки РГК и все понтонные средства.
Военный совет КОВО после получения директив в течение 15 минут оповестил войска о приведении в боевую готовность.
В 11.20-11.30 начальник Генштаба РККА направил командующим войсками КОВО совершенно секретную директиву № ОУ/584 о сосредоточении походным порядком в новые районы соединений и частей.
Военный совет КОВО в 15.04-21.45 отдал приказ командирам соединений и воинских частей о сосредоточении.
11 июня войска КОВО под видом учебного похода начали сосредоточение, которое должно было завершиться 24 июня.
20 июня
В 21.40 командующему войсками КОВО генералу армии Г. К. Жукову вручена директива наркома обороны СССР и начальника Генштаба № 101396/СС. Командование Красной Армии приказывало приступить к сосредоточению войск и быть готовым к 22.00 24 июня к решительному наступлению с целью разгромить румынскую армию и занять Бессарабию. Для управления войсками из состава Управления КОВО выделяется управление Южного фронта.
Управление 5-го кк, 9-я кд, 32-я кд, 4-я лтбр и 14-я ттбр сосредотачиваются в районе Карманово, Павловка, Кассель.
23 июня командующий войсками Южного фронта доложил наркому обороны СССР: в 9-й армии Управление 5-го кк сосредоточилось. На 21 июня разгрузилось 15 эшелонов 9-й кд и 19 — 32-й кд. 5-й кк закончит сосредоточение 24 июня.
22—23 июня Военный совет 9-й армий на основании проекта директивы командования Южного фронта № А-1/00145сс/ов проработал на местности с командирами корпусов и дивизий вопросы занятия исходного положения, организации предстоящего наступления, взаимодействия родов войск, управления, связи, устройства тыла и действий на ближайший этап операции.
27 июня
Командиры корпусов и дивизий проработали на местности с командирами полков, батальонов и рот вопросы занятия исходного положения, организации предстоящего наступления, взаимодействия родов войск, управления, связи, устройства тыла и действий на ближайший этап операции.
9-я армия. 5-й кк развёрнут, управление корпуса и корпусные части, 9-я кд (5, 72, 108, 136-й кп, 30-й тп), 32-я кд, (65, 86, 121, 153-й кп, 18-й тп), 4-я лтбр и 14-я ттбр в районе Карманово, Павловка, Кассель.
Сосед 5-го кк слева 55-й ск развёрнут: управление в г. Одесса, дивизии: 116-я сд — в г. Одесса, 25-я и 74-я сд — в районе Овидиополь, Дальник (южный), Барабой.
28 июня
В 11:00 после получения ответа румынского правительства советские войска получили новую задачу — без объявления войны занять Бессарабию и Северную Буковину.
Командующий войсками 9-й армии генерал И. В. Болдин приказал 5-му кк выйти в район г.Измаил, г.Кагул, г.Болград и, имея 9-ю кд в г. Измаил, прочно удерживать рубеж р. Прут и р. Дунай на участках: Кагул, Измаил. Граница слева — верховье Днестровского лимана, Кюрдо, Кислица.
В 13:15 командующий войсками 9-й армии издал боевой приказ № 2, уточнявший задачи войск:
- 5-му кк к вечеру 28 июня начать движение передовыми частями по переправам 7-го ск и Бендерскому мосту, сосредоточиться в районе: 9-й кд — г. Кагул, м. Рени, главные силы — г. Кагул, 32-й кд — г. Измаил. Штаб корпуса в г. Болград. Полоса движения — справа: Бендеры, Кошкалия, Романово, Конгаз, Кагул, слева: Меринешты, Манзырь, Березина, Кубей (ныне Червоноармейское), Измаил.[17]
- По выходе в район м. Рени, г. Измаил частей 74-й сд 55-го ск 5-му кк сосредоточиться в г. Кагул.
- 7-му ск немедленно навести все переправы для прохождения частей 5-го кк, оставаясь своими частями на месте.[17]
- 55-му ск (соседу 5-го кк слева) к исходу 28 июня 25-й сд занять г. Аккерман и м. Колония Старая Сарата. Штаб дивизии в Колония Старая Сарата. 74-я сд переправляется за 25-й сд и, следуя по маршруту — Аккерман, Колония Старая Сарата, Кубей, к исходу 4 июля выйти в район Рени, Измаил, Болград, сменив части 5-го кк. Штаб дивизии — Болград.[17]

В 14:00 войска Южного фронта начали операцию по занятию территории Северной Буковины и Бессарабии.
29 июня
В 5:10 штаб 9-й армии для выполнения директивы командования фронта издал боевой приказ № 3:
- 5-й кк подвижными танковыми частями к исходу 29 июня должен выйти на рубеж Кагул, Болград; главными силами 9-й кд — Лейпциг, 32-я кд — Тарутино, Березина.
- Распоряжением начальника ВВС фронта к 10:00 29 июня будет выброшен парашютный десант 201-й адбр в районе г. Болград с задачей — занять район г. Болград. Ночью командованием было принято решение к десантированию в Болград привлечь 204-ю авиадесантную бригаду. Ранним утром 29 июня командир 204-й адбр полковник И. И. Губаревич получил приказ на десантирование.[17]

Утром войска 5-го кк (управление, корпусные части, 9-я кд, 32-я кд) завершили переправу через Днестр.
До 14:30 выброска десанта 204-й адбр завершилась в 10 км севернее г. Болграда.
К исходу дня 5-й кк (без танковых полков кавдивизий) своими главными силами достиг района Петровка, Стурдзяны. Танковые полки 9-й и 32-й кавдивизий достигли Чимишлии и Романова (см. Бессарабка). В связи с высадкой 204-й авиадесантной бригады в районе г. Болграда 5-му кк было приказано не продвигаться далее линии Чимишлия -Комрат- Романово, а 14-я ттбр вернулась на восточный берег Днестра и сосредоточилась в Парканах.
30 июня
В 00:15 стало известно о продлении срока эвакуации румынских войск до 14:00 3 июля. На основании полученной информации Военный совет Южного фронта издал директиву № 00151, в которой было сказано, армии фронта, продолжая выдвижение к новой границе, к исходу 29 июня заняли северную Буковину и заканчивают занятие Бессарабии. Далее приказывалось:
- 5-му кк (управление, корпусные части, 9-я кд, 32-я кд) 30 июня сосредоточиться в районе Чимишлия, Комрат, Романово.
- Разъяснить всему личному составу, что Советское правительство разрешило румынской армии производить эвакуацию до 14:00 03.07.40 г., поэтому все вопросы решать только мирным путём, допуская где нужно возможность нормального отхода. При отходе румынских частей не допускать производства румынскими солдатами грабежей, увода скота, подвижного состава и подвод, взятых у местного населения Бессарабии и Буковины, для чего выделить на переправы через р. Прут: от 9-й армии в с. Леушени танковый батальон с десантом; в г. Кагул один танковый полк от кавдивизии, в м. Рени танковый батальон с десантом пехоты; на переправу через р. Дунай в г. Измаил — один танковый полк от кавдивизии. Танковым полкам и батальонам выступить на указанные переправы в 05:00 30 июня.[17]

В 05:00 моторизованные отряды 9-й армии выступили на переправы через р. Прут: в частности в г. Кагул 30-й танковый полк от 9-й кд 5-го кк.
К 15:00 главные силы 5-го кк (управление, корпусные части, 9-я кд (без тп), 32-я кд (без тп)) заняли район Романово — Чимишлия, (Романовка — бывшая еврейская земледельческая колония, впоследствии в составе села Бессарабка, Бассарабка — город (в прошлом п.г.т.) расположен на границе с Украиной, в 94 км к югу от Кишинёва, в 25 км от Чимишлии и 25 км от Комрата. Через город c северо-запада на юго-восток протекает река Когыльник), (ныне Чимишлия, город в 69 км к югу от Кишинёва, районный центр Молдавской Республики; на реке Когильник).
21:00. 30-й танковый полк от 9-й кд совершали марш на переправу через р. Прут в г. Кагул.
3 июля
В 14:00 советско-румынская граница была закрыта. Таким образом войска Южного фронта выполнили поставленную перед ними задачу. Главные силы приступили к изучению новых дислокации и плановой боевой и политической подготовке в занимаемых ими районах.
В ознаменование «освобождения трудящихся Бессарабии от ига румынских помещиков и капиталистов и возвращения Бессарабии в состав СССР» войска Южного фронта провели парады. В Чимишлии участвовала 9-я кавдивизия (5, 72, 108, 136-й кп, без 30-й тп): личного состава — 2 739 человек, лошадей — 2 795 голов, орудий — 46, пулемётных тачанок — 48.
9-я кд (без танкового полка) 5-го кк находилась в районе населённых пунктов Чимишлия — Романово.
К 16:00 136-й кп с батареей полевой артиллерии 108-го кп 9-й кавдивизии прибыл в Канию, где ему был переподчинён находившийся там 46-й танковый батальон 4-й легкотанковой бригады. После отвода за реку Прут последних румынских частей румыны привели в непроезжее состояние железнодорожный мост и заминировали мост для колёсного транспорта у села Фэлчиу (или Фэлчиул). К исходу дня эскадроны 136-го кавполка были развёрнуты по реке Прут от м.Леово до Кинии, южнее от с. Гатешт до г.Кагула вдоль реки развернулись эскадроны 86-го кавполка 32-й кавдивизии.
5 июля
- Управление 5-го кк находилось в Чимишлии, корпусные части в Романово.
- 9-я кд (5, 72, 108, 136-й, кп, 30-й тп)

- 136-й кп с батареей полевой артиллерии 108-го кп находился в Кании, где в его подчинении был 46-й тб 4-й лтбр.
- Эскадроны 136-го кавполка охраняли границу по реке Прут от м.Леово до Кинии. Кавалеристы охраняли железнодорожный мост и мост для колёсного транспорта у Фэлчиу.
- 30-й тп 9-й кд находился в г. Кагул.

7 июля
На основании директивы наркома обороны № 0/1/104584 командующий Южным фронтом генерал армии Г. К. Жуков издал директивы № 050—052, согласно которым некоторая часть войск временно оставалась в Северной Буковине и на севере Бессарабии, а остальные соединения, части и учреждения направлялись в пункты постоянной дислокации. Для постоянной дислокации в Бессарабии оставались 176-я сд, 15-я мд, 9-я кавалерийская дивизия в районе Леово, Комрат, 25-я сд в районе Кагул, Болград, 51-я сд в районе Килия, Старая Сарата, Аккерман и управления 14-го ск и 35-го ск соответственно в Болграде и Кишинёве.
Управление 5-го кк находилось в Чимишлия, корпусные части в Романово (см. Романовка, Бессарабка Молдавской Республики).
9-я кд (5, 72, 108, 136-й, кп, 30-й тп):
- 136-й кп с батареей полевой артиллерии 108-го кп находился в Кании, где в его подчинении был 46-й тб 4-й лтбр. Эскадроны 136-го кп охраняли границу по реке Прут от м.Леово до Кинии. Кавалеристы охраняли железнодорожный мост и мост для колёсного транспорта у Фэлчиу. 30-й тп 9-й кд находился в г. Кагул.[17]

8 июля в 20:00 граница была передана Красной Армией под охрану пограничным войскам НКВД. На новой границе и по рекам Прут и Дунай были развёрнуты на юге 2-й (Каларашский), 25-й (Кагульский) и 79-й (Измаильский) погранотряды Украинского и Молдавского округов пограничных войск НКВД.
9 июля выводимые войска Южного фронта выдвигались к местам постоянной дислокации, расформировано управление Южного фронта. Управление и корпусные части 5-го кк из Чимишлии и Романово; 32-я кд (65, 86, 121, 153-й кп, 18-й тп) из Абаклии, с границы по реке Прут с. Гатешт до г.Кагула в железнодорожных эшелонах поехали к месту постоянной дислокации в КиевОВО в г. Славута. 9-я кд (5, 72, 108, 136-й, кп, 30-й тп) оставалась в районе Леово, Комрат в южной Бессарабии.
10 июля было расформировано управление 9-й армии.
2 августа
Провозглашена Молдавская Советская Социалистическая Республика. Аккерманский, Измаильский и Хотинский уезды Бессарабии и Северная Буковина вошли в состав УССР. Территория МССР вошла в состав Одесского военного округа. Дивизия находилась в районе Леово, Комрат.
1941 год
В конце апреля 1941 г. управление 2-го кк из КОВО прибыло в Одесский военный округ и размещено в Романовке (см. Романовка и Бессарабка) Молдавской ССР. В состав корпуса вошли 5-я кд и 9-я кд, находившиеся в Молдавии на охране государственной границы.,
21 июня
Управление корпуса находилось в с. Романовка (Романово). Командир корпуса генерал-майор П. А. Белов (14.03.41 — 26.11.41).,
Состав 2-го кавкорпуса:
- Управление корпуса.
- 5-я кавалерийская дивизия.
- 9-я кавалерийская дивизия.

5-я кд размещалась ст. Париж.
9-я кд размещалась у государственной границы на реке Прут, на участке от Леово до Готешты. Командир дивизии полковник А. Ф. Бычковский.
Состав 9-й кд:
- 5-й кавалерийский полк
- 72-й кавалерийский полк
- 108-й кавалерийский полк
- 136-й кавалерийский полк
- 30-й танковый полк
- 12-й конно-артиллерийский дивизион
- 18-й отдельный зенитно-артиллерийский дивизион
- 12-й артиллерийский парк

…-й разведывательный эскадрон
- 40-й сапёрный эскадрон
- 21-й отдельный эскадрон связи
- Другие дивизионные части.

## Великая Отечественная война
22 июня
Примерно в 03:00 дивизия была поднята по тревоге. Дивизия до 04:00 развернула часть сил вдоль границы по восточному берегу Прута и заняла предназначенную по плану прикрытия границы для всего корпуса полосу прикрытия протяжением по фронту свыше 40 км от Леово до Готешты.
В районе с. Фэлчиул противник потеснил пограничников, захватил два моста и предмостную позицию на нашем берегу. Это был участок обороны 108-го кавалерийского полка.
Дивизия совместно с пограничниками на рассвете вступила в бой. На правом фланге у с. Леово оборонялся 5-й кп под командованием подполковника Яценко. В центре 108-й кп под командованием полковника Васильева, который подчинил себе пограничников в этом районе, напротив с. Фэлчиул вёл бой с переправившимся на советский берег реки противником. На левом фланге 136-й кп под командованием полковника Сладкова оборонял свой участок близ с. Готешты. 72-й кп и 30-й тп дивизии находились в резерве в с. Качалин.
С соседней слева 25-й д 14-го ск имелся разрыв до 25 км.
Наибольшую активность румыны проявляли в районе с. Фэлчиул на участке 108-го кп.
24 июня. В ночь на 24 июня сапёрами дивизии был взорван шоссейный мост.
25 июня. Железнодорожный мост удалось взорвать только в ночь на 26 июня. При взрыве этих мостов особенно отличились боевая группа кавалеристов 72-го кп под командой старшего лейтенанта Нестерова, взвод сержанта Седлецкого и пулемётный расчёт под командой красноармейца Мишеровского, а также доблестные конные сапёры.
26 июня. Усилиями войск дивизии предмостная позиция румын в районе с. Фэлчиул в упорных боях 24—26 июня была ликвидирована. Этими боями умело руководил помощник командира 9-й кд полковник Осликовский Н. С.. При выполнении этой задачи отличились командиры и красноармейцы 108-го и 72-го кавалерийских полков, а также дивизионная артиллерия под командованием подполковника Ярандина И. А.
30 июня 2-й кк при поддержке авиации 9-й отдельной армии и пограничников успешно выполнял задачу по прикрытию государственной границы и отмобилизования соединений и частей армии с 22 по 30 июня.
После отмобилизования 9-я кд состояла из четырёх кавалерийских полков, танкового полка, конно-артиллерийского пушечно-гаубичного дивизиона и 76-мм зенитно-артиллерийского дивизиона, эскадрона связи и саперного эскадрона с инженерно-переправочным парком. Кавалерийский полк состоял из четырёх сабельных эскадронов, каждый из которых давал при обыкновенном спешивании около 8 расчётов ручных пулемётов и не более 30—40 стрелков, в полку также имелись пулемётный эскадрон с 16 пулемётами на тачанках, батарея 76-мм облегчённых полковых пушек и спецподразделения. В танковом полку имелись около 50 быстроходных лёгких танков БТ и 10 бронеавтомобилей. В конно-артиллерийском дивизионе имелась одна батарея 120-мм гаубиц и три батареи 76-мм пушек.
1 июля 2-й кк на участке обороны границы сменила 150-я стрелковая дивизия, которой командовал генерал-майор Хорун И. И. (подошедшая из Одессы) После смены корпус к 2 июля был выведен в армейский резерв в леса, южнее Кишинева.
6—7 июля войска армии и 2-го кк готовились к наступлению.
9 июля 5-й кд и 9-я кд уже вступили в бои с противником в районе Сынжерея. Против 5-й кд оказался авангард 50-й германской пд (123-й пп), а перед 9-й кд в районе Чучуени, Кошкодены, Кишкарени развернулась 5-я румынская пд.
Через полмесяца боёв танковый дивизии остался без боевых машин. В боях были потеряны лишь единицы, остальные танки, старые БТ, вышли из строя и были отправлены на ремонт в тыл. Но часть личного состава и штаб полка остался в дивизии.
10 июля контрудар 2-му кк было приказано отходить за р. Реут.
18 июля вечером в корпус приехал командующий войсками 9-й армии генерал-полковник Я. Т. Черевиченко и приказал отвести дивизии корпуса на восточный берег Днестра. Два моста (один на понтонах, другой на подручных средствах) были наведены у Крыулян армейским понтонным батальоном под командованием капитана Андреева. В течение ночи с 18 на 19 июля, а также и утром все три дивизии корпуса (5-я кд, 9-я кд, 15-я мд) без помех со стороны противника переправились через Днестр и сняли мосты.
19 июля после переправы 2-й кк корпус получил задачу удерживать оборонительную полосу на Днестре. Центр полосы находился у г. Дубоссары. 5-я кд заняла часть Тираспольского укреплённого района, а 9-я кд была выведена в корпусной резерв.
19-21 июня 5-я кд, батальоны и артиллерия укрепленного района в течение трёх суток успешно отражали отдельные попытки противника переправиться через Днестр.
22 июля 5-ю кд сменили части подошедшей 30-й горно-стрелковой дивизии под командованием полковника Гончарова.
23 июля командир корпуса получил приказ о переброске 2-го кк в направлении г. Котовска. Обе дивизии начали выдвижение на север для действий на стыке 9-й и 18-й армий.
28 июля 5-я кд, занимавшая исходное положение на правом фланге корпуса, успешно атаковала противника в 3—5 км западнее г. Балта и стала его преследовать. Но на левом фланге корпуса 9-я кд через разрыв со своим соседом слева 150-й сд была обойдена противником силами двух пехотных батальонов с танками с фланга и тыла. Два её кавалерийских полка были отброшены. Это помешало использовать главные силы 5-й кд для преследования противника, так как потребовалось оказывать помощь 9-й кд для восстановления положения.
1 августа по приказу 9-й армии 2-й кк получил оборонительную задачу удерживать район Пасат, Балта. Вся 9-я армия тоже перешла к обороне.
2 августа 2-й кк был подчинён командующему войсками Южного фронта генералу армии Тюленеву И. В. и получил от него задачу сосредоточиться южнее г. Первомайска.
2 августа за успешную ликвидацию плацдарма в районе с. Фэлчиул Указом Президиума Верховного Совета СССР 72-й и 108-й кавалерийские полки, 12-й отдельный конно-артиллерийский дивизион были награждены орденами Красного Знамени.
4 августа 2-й кк совершал марш от Балты на Первомайск. К вечеру командир корпуса получил новую задачу от командующего войсками фронта генерала армии Тюленева И. В. — корпус должен был прикрывать правый фланг 18-й армии не только на правом (западном) берегу Южного Буга, но и на левом (восточном).
В первой половине августа дивизия получила пополнение, но танкистов забрали для формирования новых частей.
Командир корпуса 9-ю кд решил переправить через Южный Буг по мосту у г. Вознесенска для занятия обороны фронтом на север против противника, ожидавшегося из г. Первомайска по левому (восточному) берегу реки, а 5-ю кд оставить на правом берегу Южного Буга для тесного тактического взаимодействия с 18-й армией.
9-я кд успела переправиться через Южный Буг ещё до захвата немцами Вознесенска и прикрыла дорогу на г. Николаев. 5-я кд находилась в пятидесяти километрах от неё, на противоположном берегу реки. Командир корпуса повёл 5-ю кд на юг, прикрывая правый фланг 18-й армии. Удалось разыскать инженерные парки корпуса. Сапёры навели мост. Кавалерийские эскадроны переправились через реку. Вслед за нами начали переправу разрозненные части 18-й армии. На правом берегу Южного Буга остался 136-й кп 9-й кд. Он оторвался от дивизии и вёл бой километрах в пятнадцати севернее Вознесенска. Корпус снова был собран в кулак и преградил врагу путь на г. Николаев.
9 августа германцы выступили из г. Вознесенска на юг, но было уже поздно. Советские войска успели переправиться через Южный Буг.
Командир корпуса получил приказ прикрыть г. Кривой Рог со стороны с. Новый Буг. Дивизия в составе корпуса двинулась в восточном направлении к Новому Бугу.
12—13 августа войска 9-й кд участвовала в боях в с. Новый Буг. Войска противника начали обтекать корпус с юга и с севера. Корпус получил приказ двигаться к г. Кривому Рогу. Марш проходил через населённый пункт Новая Одесса.
17 августа командующий войсками Южного фронта приказал командиру 2-му кк вести корпус к р. Днепр и переправиться на восточный берег: корпус выводился в резерв.
С 19 августа против населённого пункта Большая Лопатиха дивизия в составе корпуса переправлялась через р. Днепр.
В середине сентября обстановка на Юго-Западном фронте стала чрезвычайно напряжённой, особенно в районе г. Киева. По приказу Ставки 2-й кк совершил 400-километровый марш на север, прошёл через г. Полтаву и вошёл в подчинение командующего войсками Юго-Западного направления.
19 сентября дивизия в составе конно-механизированной группы (2-й кк, 1-я гвардейская сд, 1-я и 129-я танковые бригады) под командованием командира 2-го кк генерала П. А. Белова начала наступление главными силами в районе г. Ромны, чтобы пробить брешь в кольце вражеских войск, окруживших киевскую группировку Юго-Западного фронта, или хотя бы отвлечь на себя часть сил противника от окружённых советских войск. Противостояли советским войскам на этом участке фронта крупные силы 2-й германской танковой группы — 24-й и 48-й моторизованные корпуса.
Город Ромны обороняла моторизованная дивизия и пехотные подразделения. Ночью спешенным кавалеристам 9-й кд удалось ворвались в пригород Ромн — Засулье. Завязался жестокий бой. К утру 20 сентября противник перебросил сюда дополнительно танковую дивизию. Под нажимом противника наши войска отошли от города и стали закрепляться на новом рубеже.
Через несколько дней германцы атаковали 5-ю кд, форсировавшую реку Сулу, и прорвали оборону корпуса у населённого пункта Крамаренки. Продвигаясь противник атаковал штаб корпуса в с. Васильевка, передовым отрядом занял с. Штеповку.
24 сентября противник со стороны Ромн атаковал 100-ю стрелковую дивизию и 9-ю кавалерийскую дивизию, которые стали отходить на восток.
9-я кд под натиском танковых подразделений отошла на северо-восток и оказалась в полуокружении. Командир корпуса по радио дал распоряжение командиру 9-й кд на вывод дивизии в лесной район. К вечеру штаб корпуса находился в с. Михайловка. 9-я кд оторвалась от противника и вышла в указанный ему лесной район, где сосредоточивались силы корпуса. Отошла и 5-я кд. Командующий армией приказал вернуть Штеповку — важный узел дорог.
30 сентября ранним дождливым утром началось новое наступление корпуса совместно с 1-й гв.мд на Штеповку. С востока двинулась 9-я кд при поддержке 1-й танковой бригады. На правом фланге, заходя в тыл противнику, поднялась в атаку пехота 1-я гвардейская моторизованная дивизия. 5-я кд наступала на крайнем левом фланге.
1 октября. Кавалеристы 9-й кд, поддержанные танками, прорвали оборону германцев на северо-восточной окраине села и устремились к центру. С южной стороны в Штеповку ворвались в конном строю несколько эскадронов 5-й кд. Враг был разгромлен.
После Штеповки войска двинулись дальше. За несколько дней корпусом были освобождены более двадцати населённых пунктов, в том числе районный центр Аполлоновка. Корпус получил благодарность от Военного совета Юго-Западного направления, подписанный С. К. Тимошенко и Н. С. Хрущёвым.
Некоторое время дивизия стояла в обороне, а затем в составе корпуса переведена на другое направление.
Заканчивался октябрь. Шли бои за удержание г. Харькова. 2-й кк вёл бой за освобождение г. Богодухова с целью нарушить пути снабжения германских войск наступавших на г. Харьков. Выбить противника не удалось и корпус получил приказ прекратить наступление.
Советские войска оставили Харьков. 24—25 октября город оккупировали германские войска.
Дивизия от г. Богодухова отступила к г. Белгороду. В это время кавалеристы вели арьергардные бои, давая возможность выйти из-под удара германцев разрозненным стрелковым частям, спасая артиллерию и обозы, застрявшие в грязи.
Дивизия прошла г. Корочу и прибыла к 28 октября в село Велико-Михайловка. Здесь командир корпуса генерал П. А. Белов получи приказ — погрузить корпус в эшелоны на станциях близ г. Нового Оскола и отправиться в распоряжение Ставки Верховного Главнокомандования. В приказе указывалась и станция выгрузки — Михнево под Москвой.
Состав дивизии — 5-й, 72-й Краснознамённый, 108-й Краснознамённый, 136-й кавалерийские полки, 12-й Краснознамённый конно-артиллерийский дивизион и другие части.
Командир дивизии полковник Николай Сергеевич Осликовский. Военный комиссар дивизии полковой комиссар Терентий Лаврентьевич Веденеев.
Сначала были отправлены дивизии, а за ними 3 ноября и штаб корпуса.
9 ноября корпус был включён в состав войск Западного фронта.
21 ноября 1941 года 2-й кавалерийский корпус перешёл к обороне.
26 ноября 9-я кд преобразована во 2-ю гвардейскую кавалерийскую дивизию.,,

## Награды
- Орденом Красного Знамени — указом Президиума Верховоного Совета СССР от 2 августа 1941 года за образцовое выполнение боевых заданий командования на фронте борьбы с германским фашизмом и проявленные при этом доблесть и мужество были награждены:[1][20]

- 72-й кавалерийский полк,
- 108-й кавалерийский полк,
- 12-й конно-артиллерийский дивизион

## Известные люди, связанные с дивизией
1. Куклин, Павел Филиппович — в 1920-1927 гг. служил бойцом, командиром взвода и эскадрона, командиром взвода полковой школы и сабельного эскадрона, пом. командира эскадрона, заведующим оружием 52-го кавалерийского полка (г. Гайсин).  Впоследствии советский военачальник, полковник.
2. Мерзляков, Павел Степанович — в 1920-1921 гг. служил командиром 1-й конной артиллерийской батареи дивизии. Впоследствии советский военачальник, генерал-майор.
3. Кравцов, Николай Иванович — в 1922-1924 гг. служил зав. разведкой, командиром взвода и эскадрона 49-го кавалерийского полка. Впоследствии советский военачальник, полковник.
4. Кузнецов, Александр Степанович — С мая 1925 года по ноябрь 1926 года — командир взвода 52-го кавалерийского полка. Впоследствии советский военачальник, генерал-майор[21].
5. Орловский, Валентин Викентьевич — С августа 1925 года по ноябрь 1925 года — военком 50-го кавалерийского полка. Впоследствии советский военачальник, генерал-лейтенант.
6. Савчук, Валерий Иванович — в 1935-1938 гг. служил помощником начальника штаба 50-го кавалерийского полка. Впоследствии советский военачальник, генерал-майор.